# Vår Gårds holme

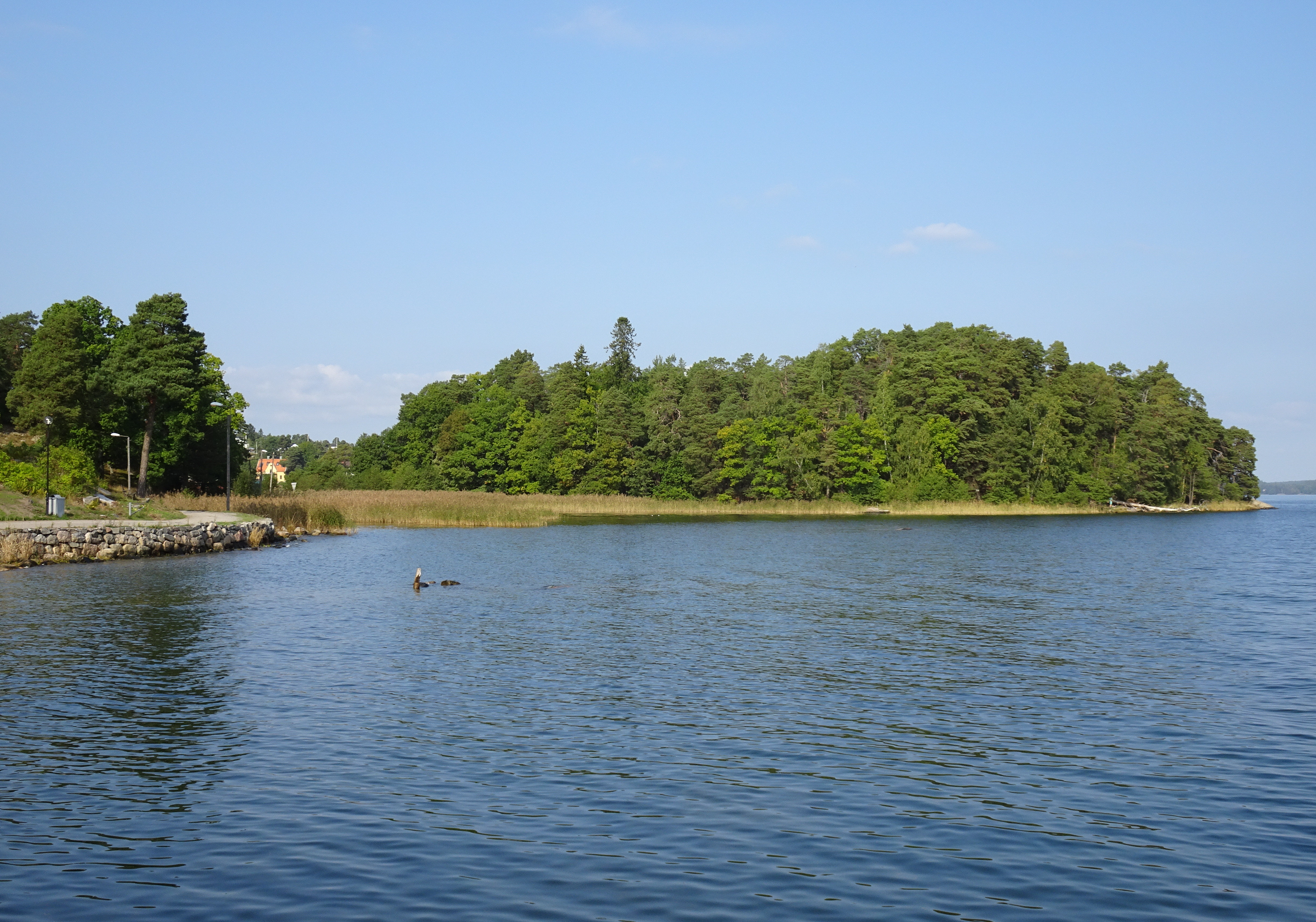
Vår Gårds holme, 2016.

Vår Gårds holme eller Vårgårdsholme (ett äldre namn var Mellangårdsholmen) är en ö i Baggensfjärden i Östersjön i Saltsjöbaden, Nacka kommun. Ön kallas även för Kungsholmen beroende på att kung Oscar II hade här sin privata badplats.

## Natur
I öster och nordost är terrängen flack med badplats och badklippor i Baggensfjärden. I västra delen ligger en cirka 25 meter hög klippig kulle med ett brant stup ner mot stranden. Runt delar av ön går en promenadstig. Holmen är obebyggd, den är tillgänglig för allmänheten och allemansrätten gäller för besökare.

## Historik

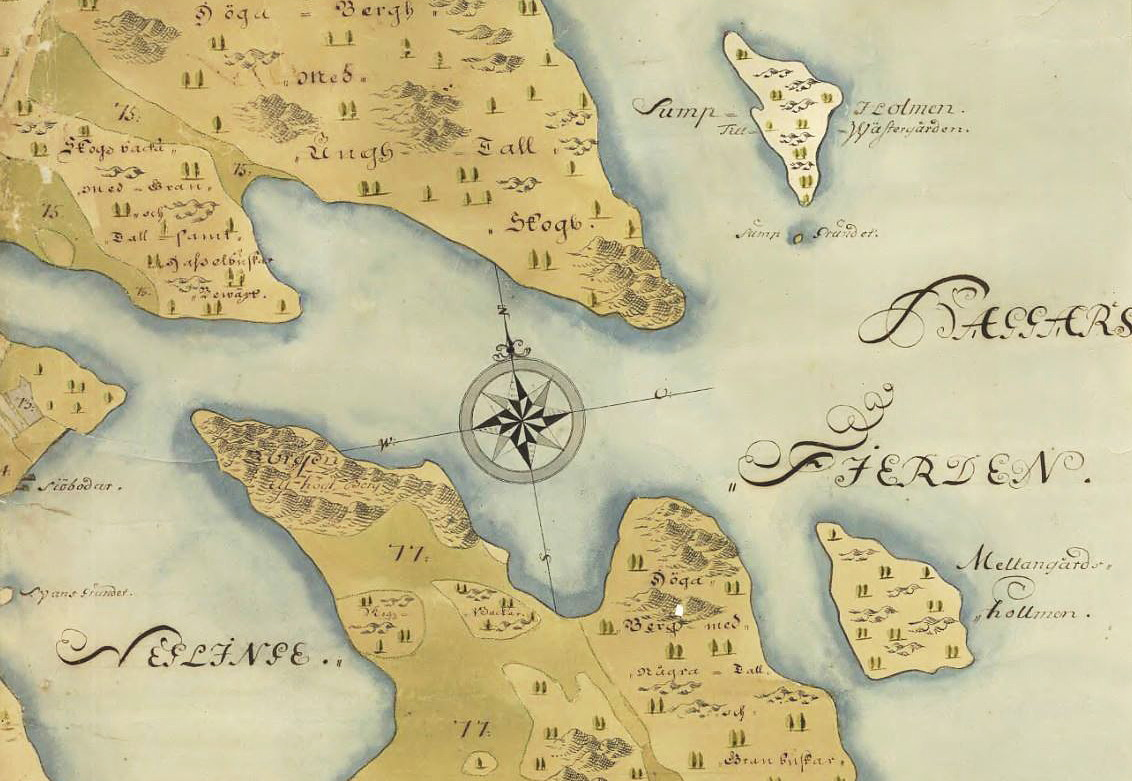
Mellangårdsholmen 1722. Högst upp syns Sumpholmen med Sumpgrundet.

Det ursprungliga namnet Mellangårdsholmen finns dokumenterat på en karta över Erstaviks ägor från 1722. Vid den tiden hörde Mellangårdsholmen till Mellangården, som var en av Neglinge byns tre gårdar som i sin tur lydde under godset Erstavik. 
Till ögruppen hörde även Sumpholmen i norr och Nedergårdsholmen (idag kallad Restaurangholmen) i söder. Här kunde gårdarnas arrendatorer bedriva fiske som var en viktig inkomstkälla för huvudgårdens ägare. På 1700-talet var Mellangårdsholmen fortfarande en friliggande ö i Baggensfjärden. Genom landhöjningen är holmen idag nästan sammanväxt med fastlandet.
Öarna  ingick i det stora markförvärvet som 1889 ägde rum mellan finansmannen K.A. Wallenberg och hovjägmästaren Herman Magnus af Petersens, dåvarande ägare av godset Erstavik i Nacka socken. På marken anlades sedan den nya villa- och badorten Saltsjöbaden. 
År 1932 köpte Kooperativa förbundet Mellangårdsholmen som sedan ingick i området Vår gård där KF bedrev kursverksamhet och utbildning av butikspersonal och chefer. I samband med förvärvet ändrades namnet till Vår Gårds holme som skulle användas för bad och rekreation av kursdeltagarna.

## Bilder

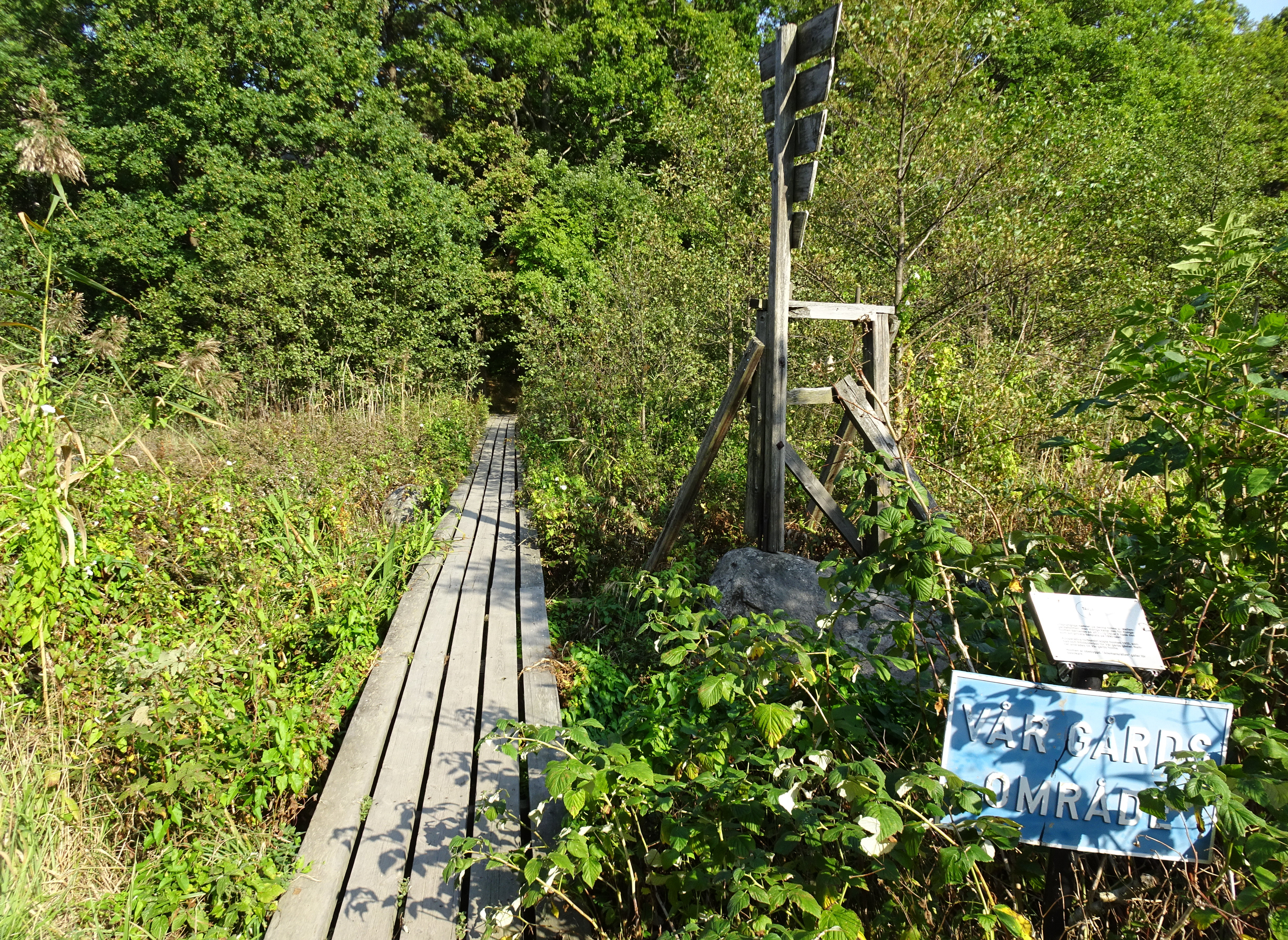
Spången mellan fastlandet och holmen
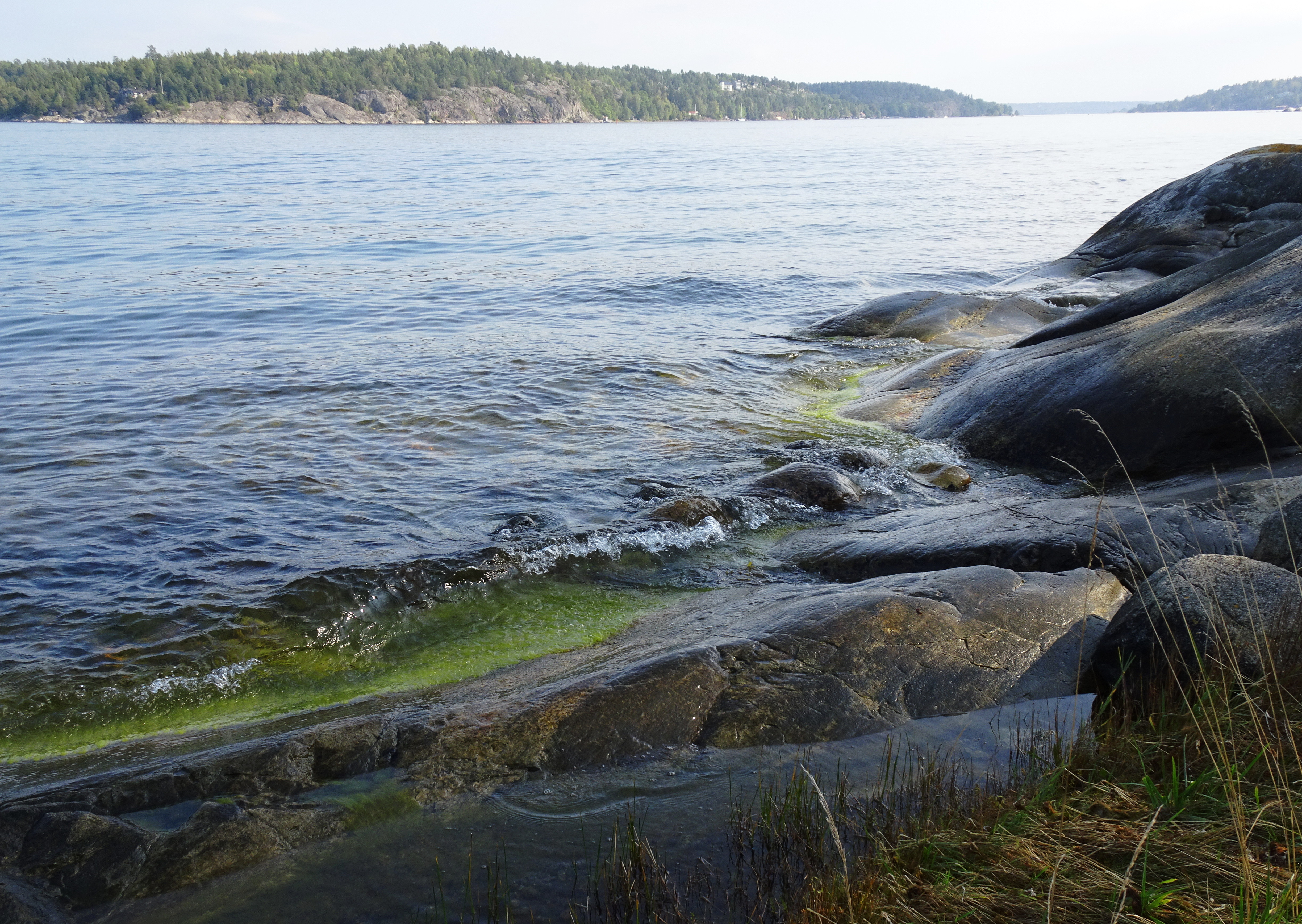
Badklippor på östra sidan
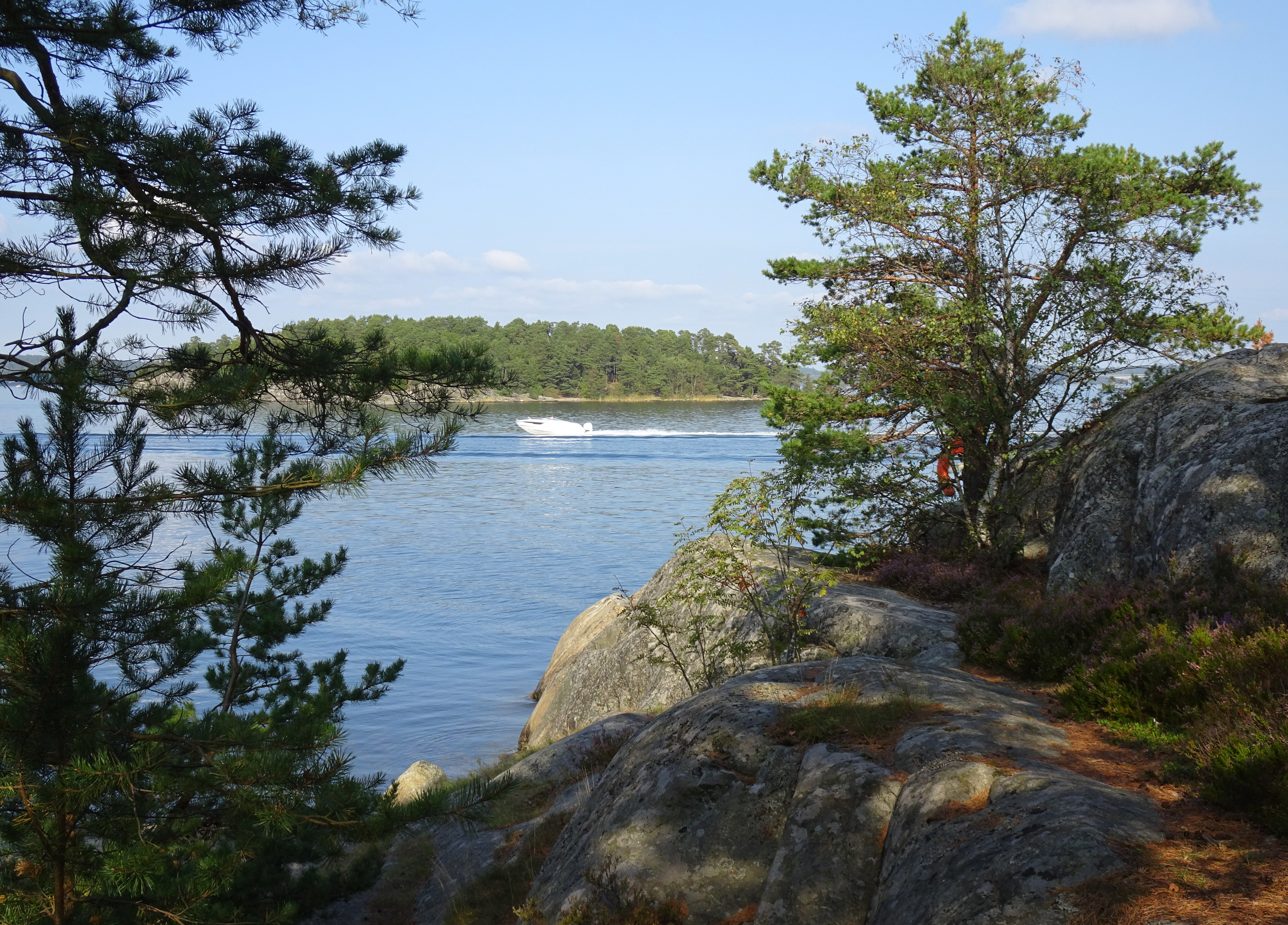
Vy mot norr och Sumpholmen
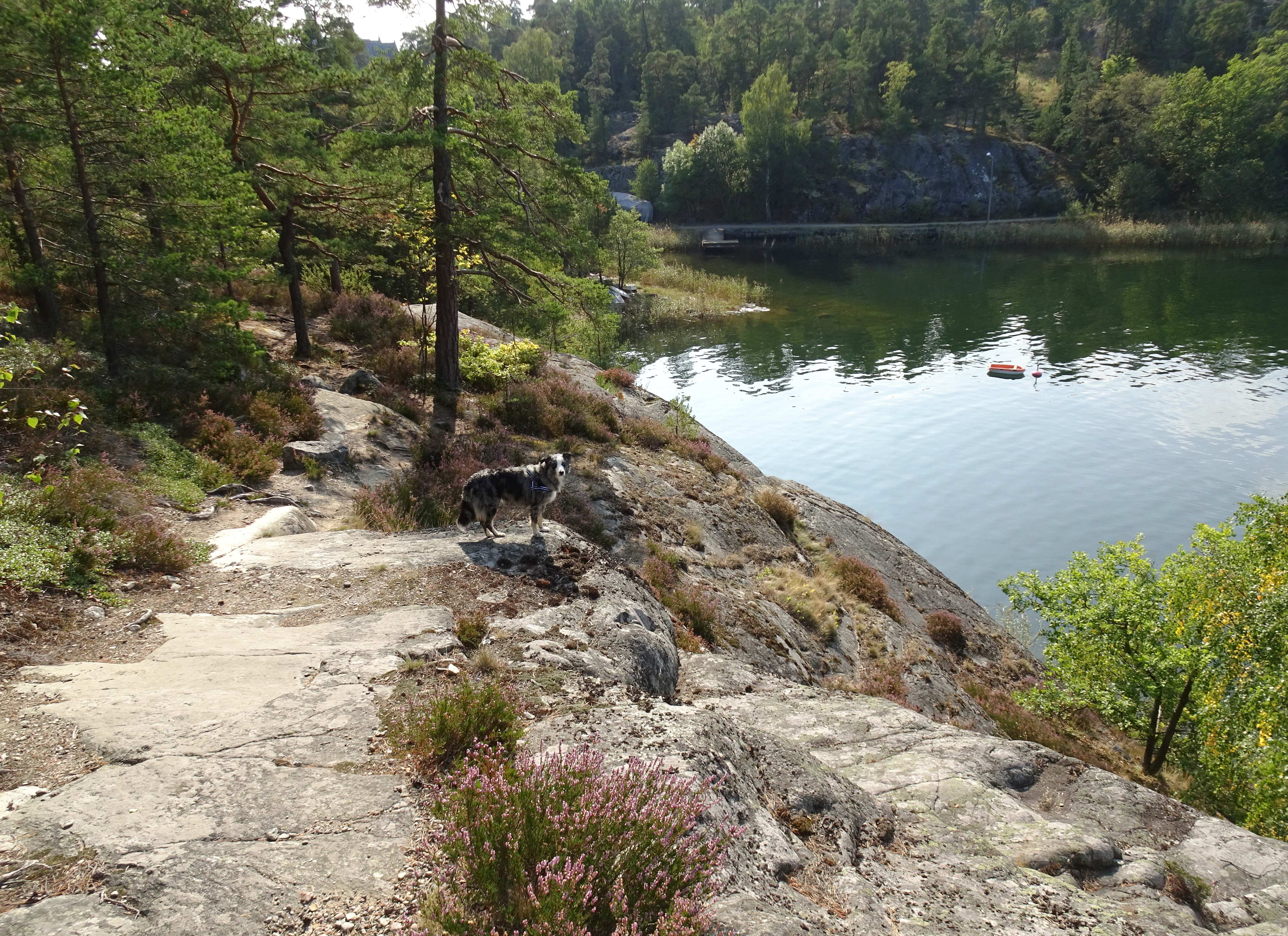
Stupet mot väster